# Mempricio
Mempricio (in gallese Meinbyr) è un leggendario monarca britannico ricordato da Goffredo di Monmouth. Era figlio di re Maddan e fratello di Malin.
Dopo la morte del padre, scoppiò la guerra civile tra i due fratelli per il trono britannico. Mempricio convocò una conferenza di pace, dove, però, uccise il fratello. E così si impossessò del trono. Regnò come un vero e proprio tiranno per 20 anni, uccidendo molti notabili e pretendenti al trono. Abbandonò la moglie e il figlio, Ebrauco, per vivere da sodomita. Durante una battuta di caccia, si trovò separato dai suoi compagni e fu attaccato da un branco di lupi. Fu ucciso e a lui successe il figlio Ebrauco.
Questi eventi corrispondono al tempo del regno di Saul in Giudea e di Euristene a Sparta.